# Guillermo Naylor
William Brookes Naylor, detto Guillermo (Buenos Aires, 4 settembre 1884 – Buenos Aires, 23 gennaio 1976), è stato un giocatore di polo argentino.

## Carriera
Ha vinto la medaglia d'oro nel polo ai Giochi olimpici di Parigi 1924.